# Le Livre du Chemin de long estude
Das Livre du Chemin de long estude („Buch vom Weg des langen Lernens/Studierens“) von Christine de Pizan entstand 1402 und ist der Gattung der Traumallegorie (songe allégorique) zuzuordnen, die in der Literatur des französischen Spätmittelalters dank dem erfolgreichen Rosenroman (Le Roman de la Rose) sehr verbreitet war.
Die mit der Autorin Christine identisch gedachte Ich-Erzählerin beschreibt in ca. 6000 Versen, wie ihr in einem Dämmerzustand eine Figur erscheint, nämlich die Sibylle von Cumae, die sie in eine andere Welt hineinführt und auf eine fiktive Reise mitnimmt. Das Motiv der geführten Reise ist an Dantes Göttliche Komödie angelehnt, in welcher der Florentiner Dichter bei seiner Wanderung durch Hölle, Fegefeuer und Paradies von dem Dichter Vergil begleitet wird.
Christine und die Sibylle durchqueren die gesamte mittelalterliche Welt, von Europa über Kleinasien bis nach Indien und gelangen schließlich an die Leiter, die in den Himmel führt. Dort treffen sie auf vier allegorische Figuren, die himmlischen Königinnen Chevalerie (Rittertum/Ritterlichkeit), Richesse (Reichtum), Noblesse (Adel/Edelmut) und Sagesse (Weisheit). Diese führen einen Disput darüber, wer mit seinen Eigenschaften am besten das Ideal eines weltlichen Herrschers verkörpere. Präsidiert wird der Disput von einer weiteren Allegorie, nämlich Raison (Vernunft). Zusätzlich tritt eine Verkörperung der Erde selber auf, die den elenden Zustand von Krieg und Grausamkeiten beklagt.
Am Ende beschließen die allegorischen Figuren, dass die Menschen den perfekten Fürsten aus ihren eigenen Reihen wählen sollen; der beste Ort hierfür sei Frankreich. Christine wird beauftragt, die Diskussion niederzuschreiben und unter ihren Zeitgenossen publik zu machen.
Die Autorin verarbeitet in ihrem Werk autobiographische Elemente wie die Trauer um den Tod ihres Gatten und ihre schwierigen Lebensumstände als Witwe und beschreibt den Weg, der sie zum Studium der Wissenschaften führte.
Zentrales Thema ist jedoch die desolate Situation im Frankreich ihrer Zeit, die dadurch verursacht wurde, dass König Karl VI. an einer Geisteskrankheit litt und dass deshalb hinter ihm andere Mitglieder der königlichen Familie, vor allem Herzog Ludwig von Orléans, sein jüngerer Bruder, und Herzog Philipp der Kühne von Burgund, sein jüngster Onkel, um die Ausübung der Macht rivalisierten, eine Situation von der immer wieder englische Truppen profitierten, die als gut organisierte kleine Armeen das Land ausplünderten.
Der Chemin de long estude ist das erste Werk von Christine, in dem ihr politisches Bewusstsein Ausdruck findet.
Es wurde, nach mehreren vorangegangenen frühen Drucken, ein letztes Mal 1549 gedruckt unter dem Titel Le Chemin de long estude de Dame Cristine de Pise, und zwar in einer sprachlich modernisierten und in Prosa umgeschriebenen Fassung aus der Feder eines gewissen Jean Chaperon. (Hrsg. von Claire Le Brun-Gouanvic, Genf: Slatkine, 2008). Dieser Druck war zugleich der letzte eines Werkes von Christine bis zur Neuzeit.

## Textausgabe
- Le Livre du Chemin de Long Estude Hrsg. von R. Püschell, Berlin 1887 (Nachdruck Genf 1974)